# Viognier

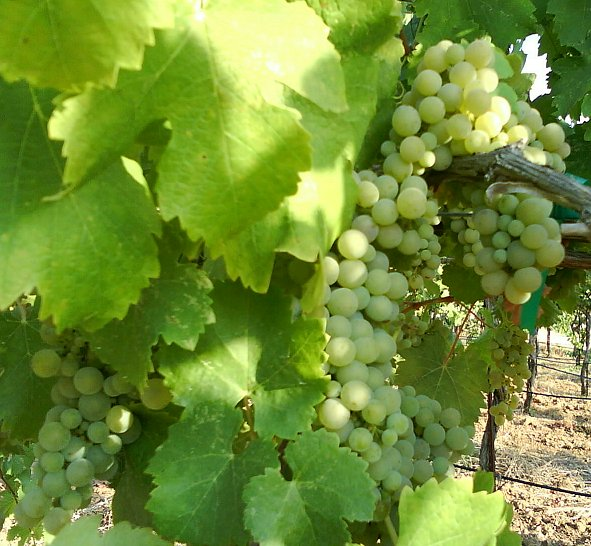
Viognier

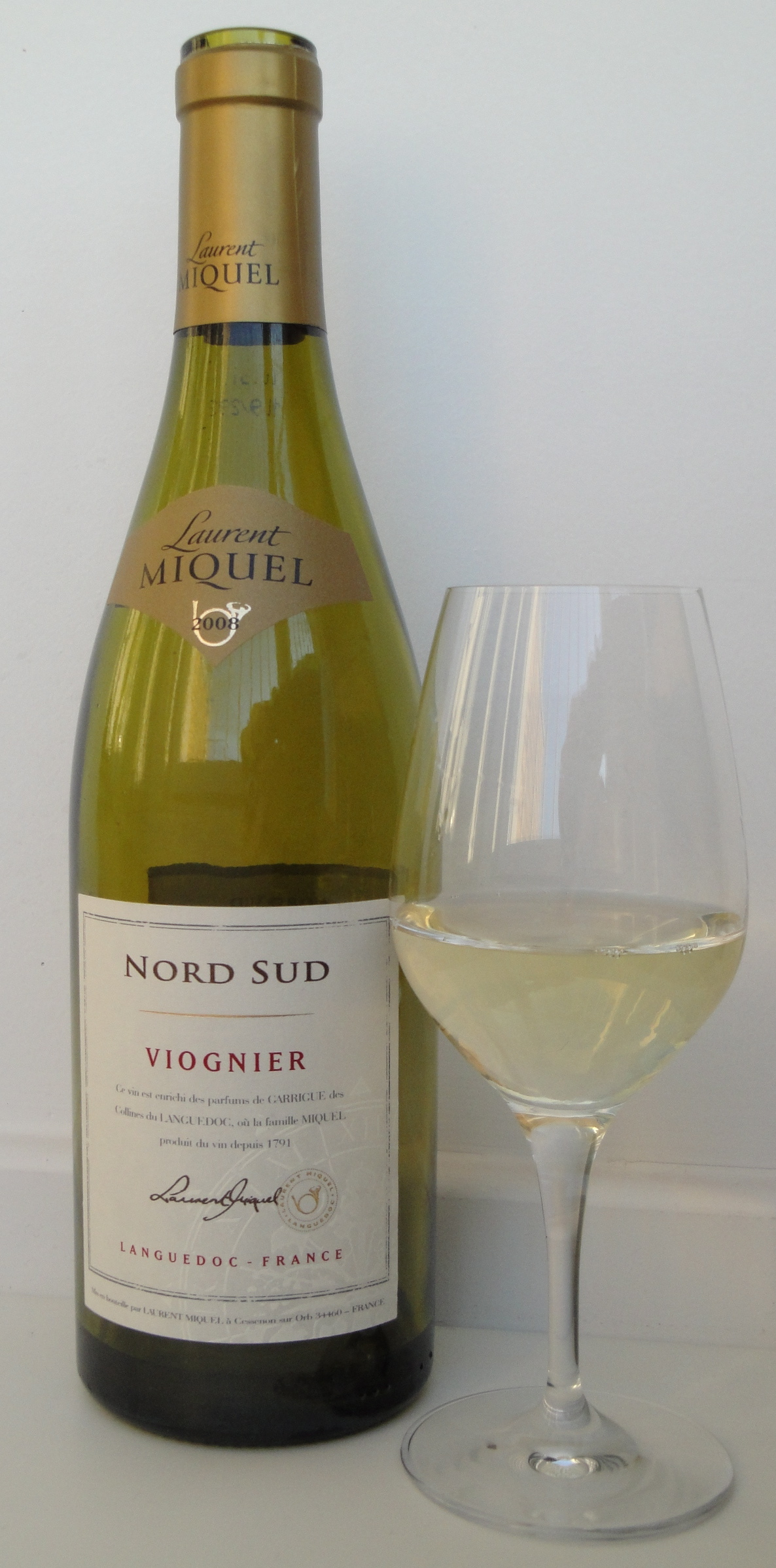
Viognier uit de Languedoc

Viognier is een witte druivensoort die vooral in de Franse Rhônevallei ten behoeve van de wijnbouw wordt aangeplant. Op de steile en beroemde wijngaarden van Condrieu is het de enige toegelaten druif. Wijn die van de Viognier wordt gemaakt is gekenmerkt door zijn boeket van zacht fruit en bloemen, laag zuurgehalte, kracht en hij is vrijwel altijd droog. Doorgaans wordt deze wijn jong gedronken. Onderwijl zijn er al wel successen geboekt met het maken van zoete “Late oogst” wijn.
Ook elders wordt deze druif met succes aangeplant. In de Ardèche, maar ook in de Languedoc-Roussillon wint zij aan populariteit. In Zwitserland maar ook buiten Europa in Australië, Californië, Canada, Chili en Nieuw-Zeeland gedijt de druif goed. In Italië, Japan en Nederland komt men haar in mindere mate ook tegen.

## Geschiedenis
De oorsprong van de Viognier was lange tijd niet duidelijk. Men vermoedt dat de Romeinen de druif vanuit Dalmatië naar de Rhône brachten. Volgens een legende zou Keizer Probus dit in het jaar 281 gedaan hebben. Een andere legende vertelt dat de druif via de Rhône naar Beaujolais werd verscheept, maar precies bij het huidige Condrieu door plaatselijke rovers in beslag zou zijn genomen.
Ook de naamgeving van de Viognier is onzeker. Het meest aannemelijk lijkt de naam van de stad Vienne, destijds een belangrijke Romeinse voorpost. Evenwel kan hij afgeleid zijn van Gehennae “De weg naar de hel”, zinspelend naar de moeilijke groei van de druif. Maar waarschijnlijker is dat dit allemaal moeizame en nogal gezochte associaties zijn, zoals wel vaker in de wijnwereld. Logischer is dat Viognier gewoon een variant is van Vigne, de Franse naam van de plant die - in het Nederlands - zowel druiven als vruchten geeft. De Wijnstokfamilie. Latijn: Vitaceae
De opbrengst van de Viognier is echter laag. Ten tijde van de druifluis-crisis eind 19e eeuw, was de opbrengst zo laag dat het vaak niet eens de moeite was om nog te oogsten. Daarna kampte men met de chaos van de Eerste Wereldoorlog. Tezamen was dit bijna de reden om de druif niet meer aan te planten.
Pas in 2004 werd middels DNA-onderzoek bekend dat de druif aan de rode Freisa-druif verwant is. Overigens bleek in datzelfde onderzoek dat de Italiaanse druif Nebbiolo van deze zelfde Freisa afstamt.
In 1968 was er in de Rhônevallei slechts 14 hectare mee beplant. 15 Jaar later leefden de Rhône-wijnen helemaal op en zo ook de Viognier. In Condrieu, dat als bakermat van de druif wordt beschouwd, groeide het beplante areaal van een schamele 8 ha in 1968, naar 20 ha in 1980 tot meer dan 100 ha in het jaar 2000.

## Eigenschappen
Voorheen was de Viognier een vrij algemene druif. Nu is zij van een speciale klasse die het vooral in het noordelijke Rhône-gebied uitstekend doet.
Behalve een lage opbrengst en een moeilijke groei is de druif ook gevoelig voor meeldauw. Het heeft onregelmatige oogsten en de druiven kunnen alleen maar geplukt worden als ze precies volledig rijp zijn. Wanneer het oogstmoment te vroeg gekozen wordt blijven de aroma’s achterwege waardoor de wijn niet tot volledige ontwikkeling zal komen. Wordt het moment te laat gekozen dan blijkt de wijn te vettig en geparfumeerd. Het plukmoment wordt bepaald aan het suikergehalte in de druif wanneer het een potentieel alcoholgehalte van 13% kan leveren.
De druif verkiest een lang groeiseizoen, doch gedijt ook goed in koelere gebieden.
De Franse Mistral heeft een bijzondere invloed op de wijngaarden in het noordelijk Rhône-gebied, de Septentrional. De wind tempert de temperaturen van het mediterrane klimaat. Zo komt het dat er twee stromingen van Viognier-wijnen zijn. De eerste is de “Originele” stroom en dat zijn dus de wijnen uit Condrieu. De tweede zijn dan alle andere Viogniers uit Frankrijk en de rest van de wereld.

## Viognier en spijzen
Vanwege het aromatische en fruitvolle karakter zijn Viognier-wijnen zeer geschikt om te combineren met gekruide gerechten zoals uit de Thaise en Vietnamese keuken. De subtiele bloemengeuren en de afwezigheid van eikenlagering zou het de sake bij de sushi kunnen vervangen. Eveneens kan de wijn goed samengaan met open Franse kazen. Met andere woorden: de Viognier levert een behoorlijk neutrale wijn die zich op fles goed ontwikkelt en bij veel gerechten laat aansluiten.

## Synoniemen
Galopine, Petit Viognier, Petit Vionnier, Viogne, Viogner, Viognier Bijeli, Viognier Blanc, Vionjer, Vionnier.